# Mount Overlook
Mount Overlook är ett berg i Antarktis. Det ligger i Östantarktis. Nya Zeeland gör anspråk på området. Toppen på Mount Overlook är 2 010 meter över havet, eller 502 meter över den omgivande terrängen. Bredden vid basen är 3,3 km.
Terrängen runt Mount Overlook är huvudsakligen kuperad, men åt nordväst är den bergig. Trakten är obefolkad. Det finns inga samhällen i närheten.